# Debre Libanos
Debre Libanos je ime manastira u sjevernoj Etiopiji u Regiji Oromija. 
Unutar Etiopske pravoslavne tevahedo crkve manastir ima vrlo značajnu ulogu jer je njen glavar drugi svećenik hijerarhije, odmah iza Abune etipske crkve.
Manastrirski kompleks leži na terasi između litica i kanjona jedne od pritoka rijeke Plavog Nila. Nijedna od izvornih građevina Debre Libanosa nije ostala do današnjih dana. Današnje građevine, poput crkve kod groba svetog Tekle Hajmanota, su iz novijeg doba. Nju je dao izgraditi car Haile Selasije 1961. Nešto je malo starija crkve Križa, u kojoj se čuva fragment Pravog križa. Obližnja špilja gdje je po legendi živio sv. Tekle Hajmanot mjesto je hodočašća brojnih vjernika, zbog izvora u samoj špilji za kojeg se drži da ima iscjeliteljsku moć.

## Povijest
Po legendi Debre Libanos je utemeljio u 13. stoljeću sv. Tekle Hajmanot.
Manastir Debre Libanos pretrpio je velika razaranja tijekom invazije Ahmad Granja,  tad ga je zapalio jedan od njegovih slijedbenika Uraj Abu Bakr 21. srpnja 1531. 
Prvi put je obnovljen za cara Ijasua Velikog krajem 17. stoljeća.